# Opening Titles/End Credits
Opening Titles/End Credits è un singolo del supergruppo statunitense Palms, pubblicato il 22 febbraio 2023 come unico estratto dalla riedizione del primo album in studio Palms.

## Descrizione
Pubblicato a sorpresa, il doppio singolo comprende due brani originariamente composti durante le sessioni dell'omonimo album della formazione.

## Tracce
Testi di Chino Moreno, musiche di Bryant Clifford Meyer, Jeff Caxide e Aaron Harris.
1. Opening Titles – 5:56
2. End Credits – 4:51

## Formazione
Hanno partecipato alle registrazioni, secondo le note di copertina di Palms:
Gruppo
- Chino Moreno – voce, chitarra
- Bryant Clifford Meyer – chitarra, tastiera
- Jeff Caxide – basso
- Aaron Harris – batteria

Produzione
- Palms – produzione
- Bryant Clifford Meyer – registrazione
- Chris Common – mastering digitale